# Итбајатски језик
Итбајатски језик, такође познат и као Ибатан, је аустронезијски језик из батачке групе, који се говори на Батачким острвима.

## Фонологија

### Самогласници
/a, ɜ, i, o/
Разликују се дуги и кратки самогласници, као што се, примера ради, види у речима tokod („подршка”) и tookod („врста јама, тропске биљке”).

### Консонанти
|                   |              | Лабијални | Алвеоларни | Палатални | Веларни | Увуларни | Глотални |
| ----------------- | ------------ | --------- | ---------- | --------- | ------- | -------- | -------- |
| Назали            | Назали       | m         | n          | ɲ         | ŋ       |          |          |
| Плозиви/ Африкате | безвучни     | p         | t          | t͡ʃ        | k       |          | ʔ        |
| Плозиви/ Африкате | звучни       | b         | d          | d͡ʒ        | ɡ       |          | ʔ        |
| Фрикативи         | безвучни     | (f)       | s          |           |         | ʁ        | h        |
| Фрикативи         | звучни       | v         |            |           | ɣ       |          |          |
| Апроксиманти      | Апроксиманти |           | l          | j         | w       |          |          |
| Ударни            | Ударни       |           | r          |           |         |          |          |

- /f/ се користи само у туђицама, с тенденцијом реализације као /p/.[3]

## Граматика

### Заменице
Следећи низ заменица чине заменице које се срећу у итбајатском језику.
|                             | Неноминативни облик | Номинативни облик | Негенитивни облик | Генитивни облик | Локатив |
| --------------------------- | ------------------- | ----------------- | ----------------- | --------------- | ------- |
| 1. лице једнине             | yaken               | ako               | ñaken             | ko              | jaken   |
| 2. лице једнине             | imo                 | ka                | nimo              | mo              | dimo    |
| 3. лице једнине             | –                   | –                 | niya / ña         | na              | dira    |
| 1. лице двојине             | –                   | ta                | –                 | –               | –       |
| 1. лице инклузивне множине  | yaten               | ta                | ñaten             | ta              | jaten   |
| 1. лице ексклузивне множине | yamen               | kami              | ñamen             | namen           | jamen   |
| 2. лице множине             | imiyo               | kamo              | nimiyo            | miyo            | dimiyo  |
| 3. лице множине             | sira                | sira              | nira              | da              | dira    |